# قصر تشم
قصر تشم هي قرية في مقاطعة شهرضا، إيران. عدد سكان هذه القرية هو 1,716 في سنة 2006.